# Aaron Halle-Wolfssohn
Aaron Halle-Wolfssohn (ur. 1754 r., zm. 20 marca 1835) – niemiecki Żyd, tłumacz, komentator Tanachu i jeden z czołowych pisarzy haskali (żydowskiego oświecenia). Urodził się w Halle, a zmarł w Fürth. Był profesorem uczelni Königliche Wilhelmsschule we Wrocławiu od 1792 do 1807 roku. Przetłumaczył dużą część Tanachu na język niemiecki, jak również niemiecko-hebrajski elementarz (Abtalion). Był także twórcą wielu komentarzy, esejów i sztuki pt. Leichtsinn und Frömmelei (1796).